# Passiflora mooreana
Passiflora mooreana je biljka iz porodice Passifloraceae.